# Zaljubio sam se u nadu
Zaljubio sam se u nadu (eng. I fell in love with hope) je knjiga koju je napisala spisateljica Lancali.
U romanu se bavi temama gde predstavlja ljude sa hroničnim bolestima i mentalnim poremećajima. Ova knjiga je objavljenja 2022. godine i "Zaljubio sam se u nadu" ("I fell in love with hope") je prva knjiga koju je objavila spisateljica Lancali (što joj je umetničko ime).

## Radnja
U romanu se upoznajemo sa grupom od pet tinejdžera zbog njihovih hroničnih bolesti. Mi smo uvedeni u radnju od strane naratora Sema (Sam) koji nam priča o svojim prijateljima Soni (Sony), Neu (Neo), Koeru (Coeur) i Hikari (Hikari). Kako se radnja romana razvija mi saznajemo više o ovoj grupi prijatelja, kao i o njihovnim avanturama u bolnici. Dane provode tražeći način da urade sve ono što su ikada želeli. Imaju takozvanu udarnu listu (eng. Hit list).  
Vidimo njihovo odrastanje i shvatanje života, kao i muke mladih ljudi sa hroničnim bolestima. Soni, Neo, Koer i Sem se znaju već nekoliko godina, kad na početku romana u bolnicu stiže novi pacijent njhovih godina, Hikari. Ona donosi novu dozu svežine i haosa u već haotičnu grupu. U kratkom periodu postaje bliska sa celom periodu, Pogotovo sa Semom. Tokom radnje romana oni dele teške dane i tamnu stranu njihovih bolesti. Većina grupe napušta bolnicu osim Sema, on je uvek tu i od kad ga njegovi prijatelji znaju uvek je bio u bolnici. Osim događaja između Hikari i Sema, nova romansa se razvija između Koera i Nea. Njih dvojica na početku imaju neobičan odnos, Neo ni po koju cenu ne želi da bude u kontaktu sa Koerom, međutim Koer ne posustaje da se sprijatelji sa njim. Uspeva mu posle nekog vremena, ali oni se vremenom zaljubljuju i stupaju u vezu. Onda imamo Soni i njen odnos sa Erikom, medicinskim tehničarem koji ju je usvojio nakon smrti njene majke. Oni imaju odnos ćerke i oca, ali se vidi da 
Ova grupa tinejdžera se nosi sa saznanjem koliko je život zapravo kratak i traže načne da ga učine podnošljivim.

## Nagrade i nominacije
Knjiga je bila nominovana za gudrids nagrade 2022.(goodreads choice awards 2022.) u kategoriji književnosti za mlade (YA fiction).